# Olympische Sommerspiele 2016/Radsport – Keirin (Frauen)
Das Keirinrennen der Frauen bei den Olympischen Spielen 2016 in Rio de Janeiro fand am 13. August 2016 statt.
Olympiasiegerin wurde die Niederländerin Elis Ligtlee. Die Silbermedaille gewann Rebecca James aus Großbritannien und Bronze sicherte sich die Australierin Anna Meares.

## Ergebnisse

### 1. Runde
Die zwei Bestplatzierten von jedem Lauf qualifizierten sich direkt für das Halbfinale, die übrigen Fahrer hatte die Möglichkeit, sich über den Hoffnungslauf für die zweite Runde zu qualifizieren.

#### Lauf 1
| Rang | Athletin            | Nation      | Defizit | Anm. |
| ---- | ------------------- | ----------- | ------- | ---- |
| 1    | Kristina Vogel      | Deutschland |         | Q    |
| 2    | Anna Meares         | Australien  | +0,002  | Q    |
| 3    | Martha Bayona       | Kolumbien   | +0,066  |      |
| 4    | Anastassija Woinowa | Russland    | +0,186  |      |
| 5    | Gong Jinjie         | China       | +0,368  |      |
| 6    | Monique Sullivan    | Kanada      | +0,411  |      |

#### Lauf 2
| Rang | Athletin            | Nation      | Defizit | Anm. |
| ---- | ------------------- | ----------- | ------- | ---- |
| 1    | Lee Wai-sze         | Hongkong    |         | Q    |
| 2    | Zhong Tianshi       | China       | +0,212  | Q    |
| 3    | Darja Schmeljowa    | Russland    | +1,267  |      |
| 4    | Laurine van Riessen | Niederlande | +3,929  |      |
| 5    | Tania Calvo         | Spanien     | DNF     |      |
| 6    | Virginie Cueff      | Frankreich  | DNF     |      |
| 7    | Olivia Podmore      | Neuseeland  | DNF     |      |

#### Lauf 3
| Rang | Athletin         | Nation         | Defizit | Anm. |
| ---- | ---------------- | -------------- | ------- | ---- |
| 1    | Rebecca James    | Großbritannien |         | Q    |
| 2    | Lee Hye-jin      | Südkorea       | +0,017  | Q    |
| 3    | Natasha Hansen   | Neuseeland     | +0,018  |      |
| 4    | Helena Casas     | Spanien        | +0,092  |      |
| 5    | Stephanie Morton | Australien     | +0,111  |      |
| 6    | Kate O’Brien     | Kanada         | +0,244  |      |
| 7    | Miriam Welte     | Deutschland    | +0,477  |      |

#### Lauf 4
| Rang | Athletin           | Nation        | Defizit | Anm. |
| ---- | ------------------ | ------------- | ------- | ---- |
| 1    | Elis Ligtlee       | Niederlande   |         | Q    |
| 2    | Simona Krupeckaitė | Litauen       | +0,010  | Q    |
| 3    | Lisandra Guerra    | Kuba          | +0,100  |      |
| 4    | Olqa İsmayılova    | Aserbaidschan | +0,256  |      |
| 5    | Shannon McCurley   | Irland        | +0,431  |      |
| 6    | Sandie Clair       | Frankreich    | +0,555  |      |
| 7    | Ljubow Bassowa     | Ukraine       | REL     |      |

### Hoffnungsläufe 1. Runde
Die Sieger eines jeden Laufs qualifizierten sich für das Halbfinale.

#### Lauf 1
| Rang | Athletin         | Nation        | Defizit | Anm. |
| ---- | ---------------- | ------------- | ------- | ---- |
| 1    | Martha Bayona    | Kolumbien     |         | Q    |
| 2    | Stephanie Morton | Australien    | +0,085  |      |
| 3    | Virginie Cueff   | Frankreich    | +0,144  |      |
| 4    | Olqa İsmayılova  | Aserbaidschan | +0,145  |      |

#### Lauf 2
| Rang | Athletin         | Nation   | Defizit | Anm. |
| ---- | ---------------- | -------- | ------- | ---- |
| 1    | Ljubow Bassowa   | Ukraine  |         | Q    |
| 2    | Darja Schmeljowa | Russland | +0,116  |      |
| 3    | Helena Casas     | Spanien  | +0,124  |      |
| 4    | Tania Calvo      | Spanien  | +0,199  |      |
| 5    | Monique Sullivan | Kanada   | +0,306  |      |

#### Lauf 3
| Rang | Athletin            | Nation      | Defizit | Anm. |
| ---- | ------------------- | ----------- | ------- | ---- |
| 1    | Laurine van Riessen | Niederlande |         | Q    |
| 2    | Natasha Hansen      | Neuseeland  | +0,001  |      |
| 3    | Gong Jinjie         | China       | +0,129  |      |
| 4    | Sandie Clair        | Frankreich  | +0,800  |      |
| 5    | Miriam Welte        | Deutschland | +1,669  |      |

#### Lauf 4
| Rang | Athletin            | Nation     | Defizit | Anm. |
| ---- | ------------------- | ---------- | ------- | ---- |
| 1    | Anastassija Woinowa | Russland   |         | Q    |
| 2    | Kate O’Brien        | Kanada     | +0,175  |      |
| 3    | Lisandra Guerra     | Kuba       | +0,260  |      |
| 4    | Shannon McCurley    | Irland     | +0,268  |      |
| 5    | Olivia Podmore      | Neuseeland | +0,423  |      |

### Halbfinale
Die besten drei Athletinnen eines jeden Halbfinallaufs qualifizierten sich für das Finale. Die übrigen Athletinnen fuhren um die Plätze sieben bis zwölf.

#### Lauf 1
| Rang | Athletin            | Nation      | Defizit | Anm. |
| ---- | ------------------- | ----------- | ------- | ---- |
| 1    | Kristina Vogel      | Deutschland |         | Q    |
| 2    | Elis Ligtlee        | Niederlande | +0,398  | Q    |
| 3    | Anastassija Woinowa | Russland    | +0,533  | Q    |
| 4    | Lee Hye-jin         | Südkorea    | +1,046  |      |
| 5    | Zhong Tianshi       | China       | REL     |      |
| 6    | Martha Bayona       | Kolumbien   | DNF     |      |

#### Lauf 2
| Rang | Athletin            | Nation         | Defizit | Anm. |
| ---- | ------------------- | -------------- | ------- | ---- |
| 1    | Anna Meares         | Australien     |         | Q    |
| 2    | Rebecca James       | Großbritannien | +0,011  | Q    |
| 3    | Ljubow Bassowa      | Ukraine        | +0,041  | Q    |
| 4    | Laurine van Riessen | Niederlande    | +0,165  |      |
| 5    | Simona Krupeckaitė  | Litauen        | +0,192  |      |
| 6    | Lee Wai-sze         | Hongkong       | DNF     |      |

### Finale

#### Finale (Plätze 7–12)

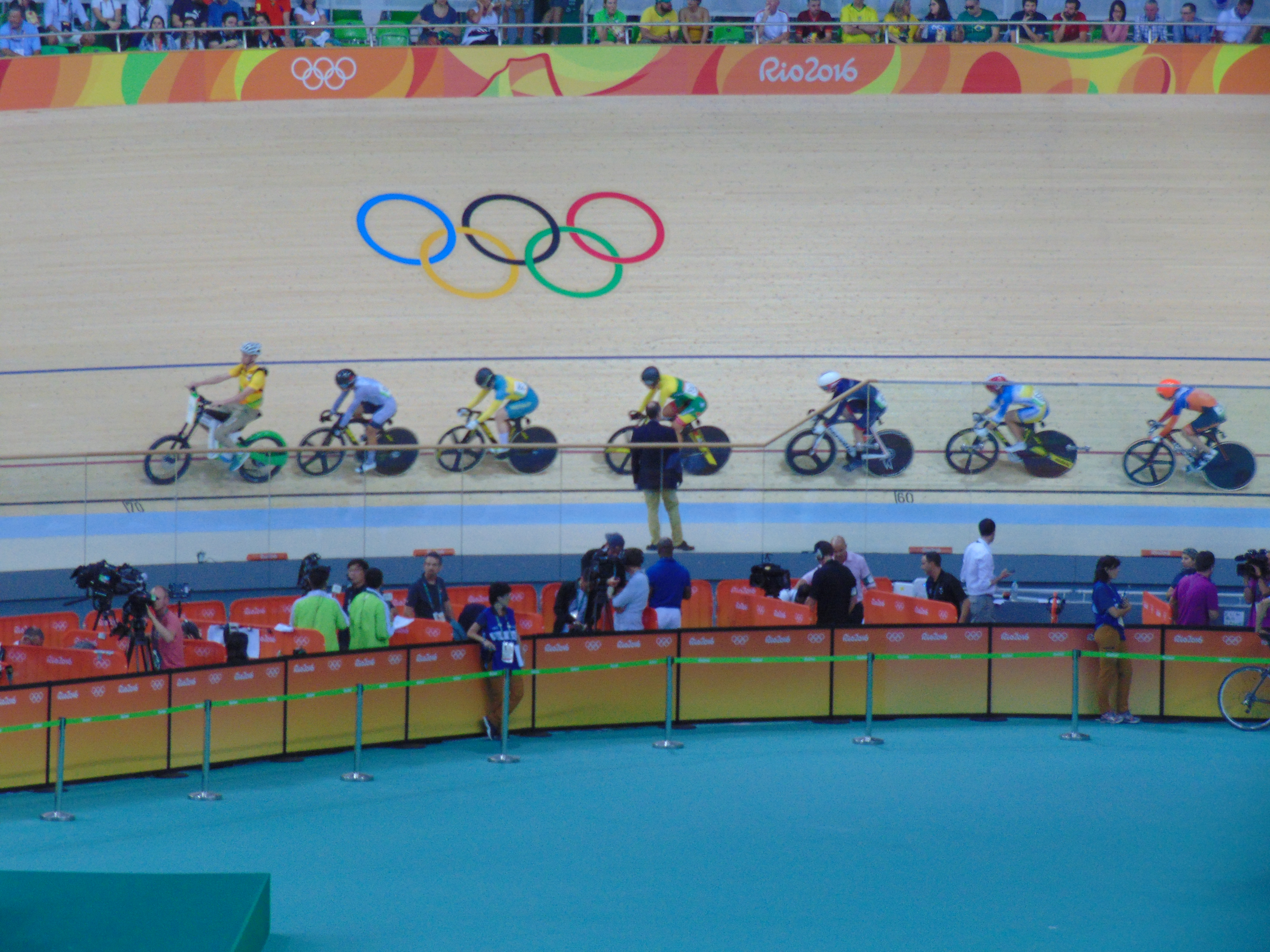
Finale Platz 7–12

| Rang | Athletin            | Nation      | Defizit | Anm. |
| ---- | ------------------- | ----------- | ------- | ---- |
| 7    | Lee Wai-sze         | Hongkong    |         |      |
| 8    | Lee Hye-jin         | Südkorea    | +0,059  |      |
| 9    | Laurine van Riessen | Niederlande | +0,140  |      |
| 10   | Martha Bayona       | Kolumbien   | +0,220  |      |
| 11   | Zhong Tianshi       | China       | +0,445  |      |
| 12   | Simona Krupeckaitė  | Litauen     | +0,464  |      |

#### Finale (Plätze 1–6)

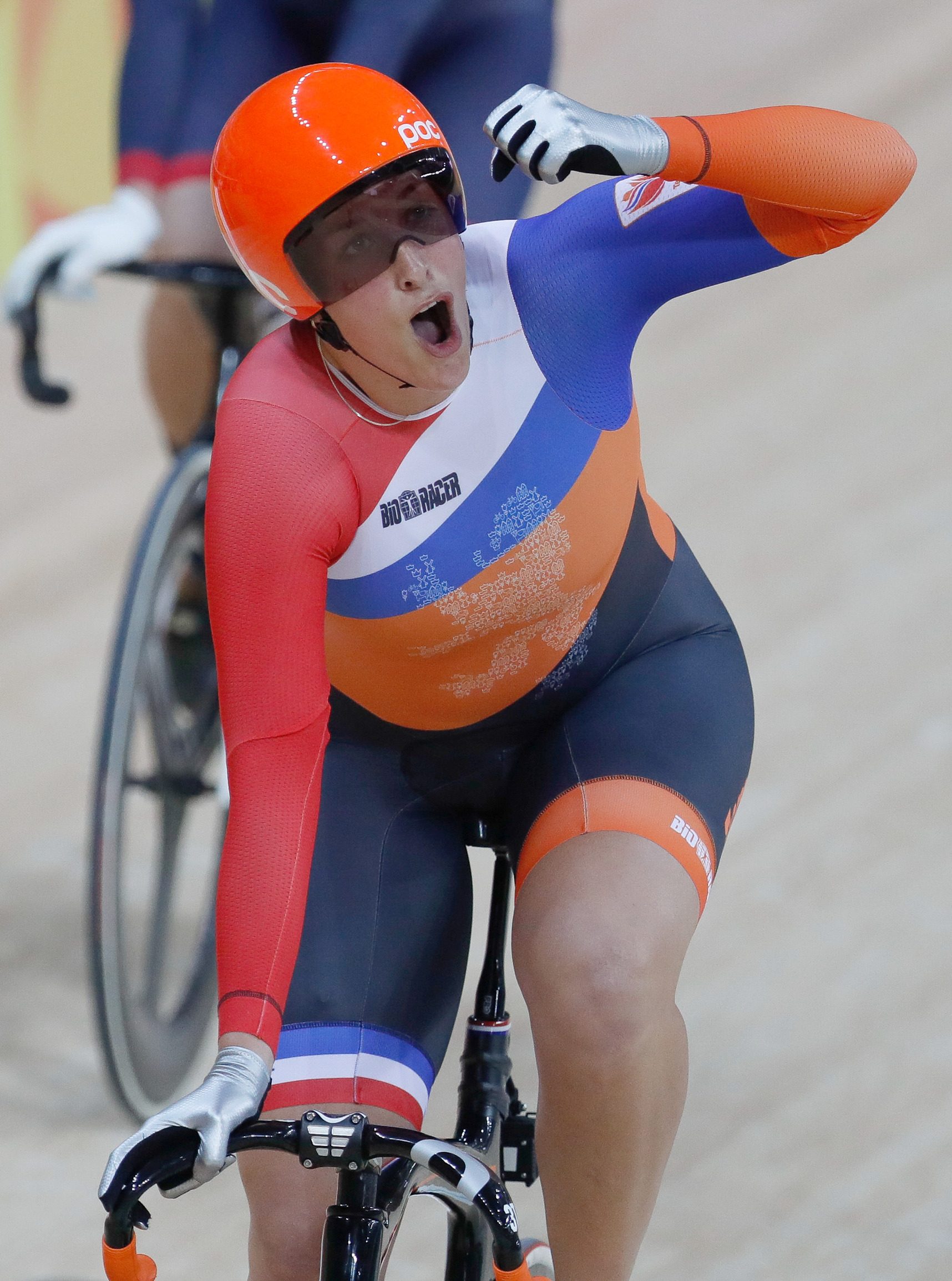
Olympiasiegerin Elis Ligtlee

| Rang | Athletin            | Nation         | Zeit (min) | Anm. |
| ---- | ------------------- | -------------- | ---------- | ---- |
| 1    | Elis Ligtlee        | Niederlande    |            |      |
| 2    | Rebecca James       | Großbritannien | +0,033     |      |
| 3    | Anna Meares         | Australien     | +0,038     |      |
| 4    | Anastassija Woinowa | Russland       | +0,111     |      |
| 5    | Ljubow Bassowa      | Ukraine        | +0,152     |      |
| 6    | Kristina Vogel      | Deutschland    | +0,163     |      |